# Jochen Klings
Jochen Klings (* 2. Juni 1924 in Ludwigstal O. S., heute Dolędzin, auch Joachim Klings) ist ein deutscher Politiker (GB/BHE, REP).
Klings besuchte die Volksschule und die Oberschule in Kosel, 1942 verließ er diese mit dem Reifevermerk. Daraufhin wurde er in den Reichsarbeitsdienst und später zur Flak einberufen. Am 28. Mai 1943 beantragte er die Aufnahme in die NSDAP und wurde rückwirkend zum 20. April desselben Jahres aufgenommen (Mitgliedsnummer 9.623.809). 1944 nahm er an den Rückzugskämpfen in Frankreich teil, bei denen er verwundet wurde. Er geriet in US-amerikanische Kriegsgefangenschaft, wurde aber 1945 nach Fürth entlassen, wo er sich nunmehr niederließ. 1946 begann Klings, als Werkstudent in Erlangen Volkswirtschaften zu studieren. 1949 konnte er dieses Studium als Diplom-Volkswirt abschließen, zwei Jahre später folgte seine Promotion. Von 1952 an war er in der Industrie als Sozial- und Personalreferent tätig.
Klings war politisch im GB/BHE aktiv, dort bekleidete er das Amt des Vorsitzenden des Kreisverbandes Fürth-Stadt sowie des stellvertretenden Bezirksvorsitzenden in Mittelfranken. Daneben war er auch Vorsitzender des Kreisverbandes Fürth der Landsmannschaft Schlesien. Ab 1952 gehörte er dem Fürther Stadtrat als Abgeordneter an. Bei der Landtagswahl 1958 wurde Klings im Wahlkreis Mittelfranken in den Bayerischen Landtag gewählt. Dort gehört er dem Ausschuss für Wirtschaft und Verkehr als Mitglied an. Nach einer Wahlperiode schied Klings aus dem Landtag aus, da seine Partei den Wiedereinzug bei der Landtagswahl 1962 verfehlte.
Später zog Klings nach Bad Homburg vor der Höhe und trat den Republikanern bei. Eine Zeitlang amtierte er als Landesvorsitzender der hessischen Republikaner und gehörte der Homburger Stadtverordnetenversammlung sowie dem Kreistag des Hochtaunuskreises an. Nach der Kommunalwahl 1993 wurde er jedoch wegen kriegsverherrlichenden Äußerungen aus der Kreistagsfraktion ausgeschlossen. Dies zog weitere Fraktionsaustritte mit sich, sodass von ursprünglich acht Republikanern nunmehr vier die Fraktion verließen und eine neue Fraktion bildeten. Im Stadtrat war er zudem Fraktionsvorsitzender seiner Partei.
Bei den Landtagswahlen 1991 und 1995 trat Klings als Spitzenkandidat der Republikaner an. 1995 kandidierte er als Direktkandidat im Wahlkreis Hochtaunus I und erzielte ein Erststimmenergebnis von 1,9 Prozent.
Bei der Kommunalwahl 2016 kandidierte Klings, nunmehr 91-jährig, erneut für den Kreistag des Hochtaunuskreises sowie die Stadtverordnetenversammlung von Bad Homburg vor der Höhe.